# La ment de l'assassí
La ment de l'assassí (títol original en anglès, Alex Cross) és una pel·lícula de thriller estatunidenca del 2012 dirigida per Rob Cohen i protagonitzada per Tyler Perry com a personatge principal i Matthew Fox com el dolent Picasso. El guió adaptat va ser escrit per Marc Moss i Kerry Williamson. Està basada en la novel·la Cross de James Patterson, publicada el 2006. És la tercera entrega de la sèrie de pel·lícules d'Alex Cross, i es va considerar com una reinvenció de la sèrie. El personatge principal ja havia estat interpretat anteriorment per Morgan Freeman a Kiss the Girls (1997) i Along Came a Spider (2001). S'ha doblat al català central, i al valencià.
A diferència de les pel·lícules anteriors, que van ser distribuïdes per Paramount Pictures, la pel·lícula va ser distribuïda per Lionsgate Films el 19 d'octubre de 2012. Va ser criticada negativament, es va convertir en un fracàs de taquilla, i se'n va cancel·lar una seqüela prevista.